# Femeia fatală

Femeia fatală (titlu original: Femme Fatale) este un film de producție franceză, de genul film noir. El a fost produs în anul 2002 sub regia lui Brian De Palma.

## Acțiune
În timpul festivalului de la Cannes, Laure Ash fură împreună cu o bandă de hoți giuvaieruri în valoare de 10 milioane de dollari. Nu toată acțiunea de jaf decurge conform planului, hoții sunt descoperiți urmează un măcel sângeros, iar Laure care și-a înșelat complicii se refugiază cu prada la Paris. Aici întâlnește pe tânăra Lily, care-i seamănă leit. Ea profită de faptul că Lily s-a sinucis, Laure preia identitatea lui  Lily și se ascunde în SUA, unde se căsătorește cu consulul Bruce Watts. După sate ani revine cu soțul ei la Paris, unde va este fotografiată de Nicolás Bardo. După ce poza ei ajunge în presă, ea devine conștientă că acum foștii ei complicii o vor găsi. Pentru a-și șterge urma, ea înscenează răpirea ei, după care împușcă pe soțul ei și pe fotograf. Toate acestea sunt făcute în zadar, complicii o găsesc și o aruncă în Sena. Sub apă Laure își revine și se trezește în camera lui Lily, bănuind că ultimii șapte ani au fost numai un vis. După câțiva ani ea întâlnește pe fotograful împușcat probabil de ea în vis.

## Distribuție
- Rebecca Romijn: Laure Ash / Lily
- Antonio Banderas: Nicolás Bardo
- Peter Coyote: Bruce Watts
- Rie Rasmussen: Veronica
- Édouard Montoute: Racine

## Fapte interesante
- Sloganul filmului: «Nothing is more desirable or more deadly than a woman with a secret» (Nimic nu este mai de dorit sau mai mortal decat o femeie cu un secret).
- La început, rolul lui Laura i sa oferit lui Uma Thurman, dar nu a acceptat oferta din cauza sarcinii.
- Filmările au început pe 12 martie 2001, cu un buget de 30- 35 milioane de dolari.
- Imaginile prezentate la începutul filmului East-West în regia lui Regis Varnier fac parte dintr-un film real prezentat la Festivalul Internațional de Film de la Cannes în 1999.
- Filmările au avut loc în Franța - în Paris și Cannes.